# 村井美樹
村井 美樹（むらい みき、1979年〈昭和54年〉11月16日 - ）は、女優、タレント、司会者。
京都府京都市中京区出身、大阪府育ち。早稲田大学教育学部卒業。サンミュージックプロダクション所属。

## 来歴
大阪府立四條畷高等学校、早稲田大学教育学部卒業。
高校時代より演劇を始める。大学在学中の2000年にWASEYAN（早稲田大学の夏祭り）グランプリ、2002年に第19回ミス早稲田キャンパスアイドルコンテストグランプリを受賞。「駄目だったらアナウンサーの就活をしよう」と考えつつ臨んだ映画のオーディションで不合格となるものの、NHKドラマへの出演の話があり、同年放送の『夏樹静子の量刑〜脅された法廷〜』で女優デビューする。大学在学中から数々の演劇に出演した。
テレビのバラエティ番組『くりぃむしちゅーのたりらリラ〜ン』（2005年）でベタ子役を演じ、知名度を上げる。
女優業のほか、テレビ番組の司会やナレーションなどタレントとしても活動し、『クイズプレゼンバラエティー Qさま!!』『クイズ雑学王』などのクイズ番組、『鉄オタ選手権』などに、漢字に強い高学歴知性派タレントとして多数出演。『Qさま!!』の2010年9月20日放送分の「第3回芸能界最強漢字王決定戦」では準優勝を果たし、また、同番組の2015年11月23日放送分の「現役東大・京大生が選んだ日本のスゴイ偉人ランキングベスト40から全問出題！学力王No.1決定戦」で学力王になった。『ローカル路線バスVS鉄道 乗り継ぎ対決旅』では鉄道チームリーダーを務め「鬼軍曹」の異名を持つ。
私生活では、共通の友人を通じて知り合った4歳年上の一般男性と結婚したことを自身のブログを通じて2017年1月7日に発表、同年2月に東京大神宮にて挙式した。2018年3月19日には第1子妊娠を発表、7月24日に産休入りを報告し、8月30日に第1子女児を出産した。
2021年1月31日付で所属事務所ラッシュアップを契約満了により退所し、同年3月1日からサンミュージックプロダクションに所属している。

## 人物
身長は160 cm。体重は43 kg。スリーサイズはB82 cm、W58 cm、H85 cm。靴のサイズは24.0 cm。
保有資格は漢字検定1級（初挑戦で1発合格）、社会教育主事、博物館学芸員、普通自動車免許、英検2級、世界遺産検定2級、大江戸検定3級。
特技は殺陣、着付け、日本舞踊、ホームページ作成。
趣味は写真、鉄道（乗り鉄・撮り鉄）・鉄道旅、散歩、こけし収集、山登り、古い洋館巡り、城や戦国や幕末の史跡巡り、美術鑑賞・美術館巡り、明治から昭和初期までの近代建築巡り。死ぬまでにやりたいことは日本の鉄道の全線と100名城の制覇。また、マンガ好きで「本よりマンガばかり読んでる子でした」と語っている。
学生時代より「青春18きっぷ」で全国を旅するなど「ソフ鉄」（ソフトな鉄道ファン）を公言し、地方創生に向けて「日本全国を旅して、廃線になる鉄道の危機とかを発信していきたい」と語る。横見浩彦監修の鉄道カレンダーのキャンペーンガールを務めた折、インタビュアーから「鉄ですか?」と聞かれてその場ではきっぱりと否定したが、その後若い頃から好んで乗っていたことが判明し「もしかしてソフトな鉄（ソフテツ）かも」と自認したという。『鉄子の旅（菊池版）』第40旅、第46旅に旅程同行ゲストとして参加。同作アニメ版で声優を務めた後、2009年7月よりスタートした『新鉄子の旅（ほあし版）』でレギュラーの旅仲間として出演している。2011年7月に放送された『仕事ハッケン伝』では、「休みのうち、月に一度は鉄道旅行に出かけている」と紹介されていた。『鉄オタ選手権』では、関東編のレギュラー解答者で出演していたが、「京成電鉄の陣」の回は上述の通り、収録時は産休だったため、関西編解答者の斉藤雪乃が出演した。一番好きな駅舎は、南海電気鉄道の「浜寺公園駅」。
こけしは170体を収集し、「結婚の条件は、これを受け入れてくれる人でした」と語っている。
山登りや写真が趣味で、2017年に長野県大町市の観光誘客番組『パノラマ*Oh!マチ』で番組ナビゲーターを務めた後もプライベートで同市を訪れてその魅力をSNSを通じて発信し、同年9月には同市より「信濃大町観光大使」の委嘱を受けている。

## 出演

### テレビドラマ
- 夏樹静子の量刑〜脅された法廷〜（2002年6月、NHK） ※デビュー作品
- おとうさん 第2話（2002年、TBS系）
- 彼女たちのクリスマス 〜anti-Xmas girl〜 第2話（2002年、フジテレビ系）
- 暴れん坊将軍 2004年春の時代劇スペシャル（2004年3月29日、テレビ朝日系） - 御庭番・楓 役
- ほんとにあった怖い話 〜幽霊物件〜 （2004年10月18日、フジテレビ系） - 柳沢小夜 役
- 恋するベトナム 第3話（2004年10月30日、ABC） - 辻原カナコ 役
- 御宿かわせみ〜第三章〜 第4話「秋色佃島」（2005年6月3日、NHK） - おくみ 役
- 銭形平次 第2話「孤独な少女！偽りの父に潜む謎」（2005年7月11日、テレビ朝日系） - 小春 役
- 土曜ワイド劇場（テレビ朝日系）
  - ハラハラ刑事〜危険な二人の犯罪捜査〜2（2005年11月） - 金村真奈美 役
  - 棟居刑事の純白の証明（2007年2月） - 田村由紀 役
  - 鉄道捜査官9（2008年10月11日） - 河内ますみ 役
  - ショカツの女4（2010年4月17日、ABC系） - 内田美咲 役
  - ヤメ検の女2（2011年2月19日、ABC系） - 斉藤佳絵 役
  - 内田康夫サスペンス・福原警部3（2011年4月23日） - 波多野美奈代 役
  - 法医学教室の事件ファイル34（2012年2月11日） - 長瀬和世 役
  - 温泉若おかみの殺人推理26（2013年8月24日） - 水野聖子 役
- 水曜ミステリー9 （テレビ東京=BSジャパン系）
  - 「銀座高級クラブママvs熱海老舗旅館女将」（2005年11月） - 篠原リカ 役
  - 捜査検事・近松茂道10「桐生織伝説殺人事件」（2011年10月26日） - 山根佳織 役
  - 作家探偵・山村美紗　「京都・東山　密室トリック殺人事件」（2012年4月18日） - 江森夏美 役
  - 作家探偵・山村美紗2 「京都紅葉寺殺人事件〜秋の七草の秘密〜」（2012年12月19日） - 江森夏美 役
  - 鉄道警察官・清村公三郎10「SL大井川殺人ルート」（2013年6月12日） - 曳舟乃里子 役
- 新・風のロンド（2006年1月 - 3月、東海テレビ=フジテレビ系） - 兵藤明子 役
- ケータイ刑事 銭形雷 1stシーズン 第22話（2006年、BS-i）
- 警視庁捜査一課9係 第7話（2006年、テレビ朝日系） - ブティックの店員 役
- 結婚式へ行こう! 第44・45話（2007年、TBS系）
- 麗わしき鬼（2007年4月 - 6月、東海テレビ=フジテレビ系） - 磯村麗花 役
- 女刑事みずき〜京都洛西署物語〜 第11話（2007年9月13日、テレビ朝日系） - 小出純子 役
- 相棒 Season6 第9話「編集された殺人」（2007年12月19日、テレビ朝日系） - 三島陽子 役
- 警視庁捜査一課9係 Season3 第8話（2008年6月3日、テレビ朝日系） - 緒方美穂 役
- 金曜プレステージ （フジテレビ系）
  - 赤い霊柩車23（2008年10月10日） - 青木珠理 役
  - 秋葉京介探偵事務所（2012年9月14日） - 大島啓子 役
  - 所轄刑事9（2014年8月29日） - 丸山千秋 役
- 温泉へGo! 第44・45話（2008年、TBS ・テレパック） - 畠山智子 役
- 臨場 第5話（2009年5月13日、テレビ朝日） - 木山美保 役
- 婚カツ! 第6話（2009年5月25日、フジテレビ） - 宮坂つぐみ 役
- おひとりさま 第8話（2009年12月4日、TBS） - 尚子 役
- 水戸黄門第41部 第3話「過去を消した謎の女!・鎌倉」（2010年4月26日、TBS系） - お鶴 役
- 京都地検の女 第6シリーズ 第1話（2010年10月14日、テレビ朝日系） - 袴田八重子 役
- 月曜ゴールデン（TBS系）
  - 財務捜査官 雨宮瑠璃子6（2011年2月14日） - 河田郁美 役
  - 釣り刑事4（2013年9月30日） - 堤有紀恵 役
  - 刑事夫婦（2014年2月3日） - 水野英子 役
- リーガル・ハイ 第4話（2012年5月8日、フジテレビ） - 桑田久美子 役
- ぼくの夏休み 第2部（2012年7月 - 8月、東海テレビ＝フジテレビ系） - 佐伯優子 役
- 捜査地図の女 最終回2時間スペシャル（2012年12月6日、テレビ朝日） - 淺野翠 役
- dinner 第3話（2013年1月27日、フジテレビ） - 小林文乃 役
- リアル脱出ゲームTV（2013年4月5日、TBS） - 真藤やよい 役
- SP〜警視庁警護課4（2014年5月4日、テレビ朝日） - 秋山友恵役
- 鉄子の育て方 第8話（2014年5月26日、名古屋テレビ） - 本人 役
- 月に行く舟（2014年10月4日、中部日本放送・TBS） - 水沢ユキ 役
- 新・刑事吉永誠一 第7話（2014年11月28日、テレビ東京） - 金井響子 役
- わたしのお嫁くん 第3話（2023年4月26日、フジテレビ） - 小野寺凪 役

### バラエティ・情報番組

#### レギュラー
- クイズプレゼンバラエティー Qさま!!（2009年 - テレビ朝日） - 準レギュラー
- BSコンシェルジュ（2015年4月 - NHK） - 司会[注 1]
- 鉄オタ選手権（2016年 - NHK） - 東武鉄道の陣、小田急電鉄の陣、西武鉄道の陣、江ノ島電鉄の陣 解答者
- ローカル路線バスVS鉄道 乗り継ぎ対決旅（2019年11月13日 - テレビ東京） - 鉄道チームリーダー
- 日本最強の城スペシャル（2022年1月 - NHK）

#### 過去の出演
- おしえて!アグリ（2003年、テレビ東京）
- 踊る!さんま御殿!! （2004年、日本テレビ）
- だいすき!マウス（2005年、NHK教育） - ナレーション
- くりぃむしちゅーのたりらリラ〜ン（2005年 - 2006年、日本テレビ） - 「クイズよくあるパターン ベタの世界」ベタ子役（レギュラー）
- 高校講座・特集「美術」（2006年、NHK教育）
- どかーんと生中継・教育フェア2006（2006年、NHK教育）
- 高校講座オリエンテーション2007（2007年、NHK教育）
- アニメギガ（2007年 - 、NHK-BS2） - 司会
- クイズ雑学王（2008年 - 、テレビ朝日）
- 帰ってきたベタドラマ（2009年、BeeTV）
- 趣味悠々 ｢リコーダーで奏でる懐かしのオールディーズ｣（2009年10月 - 、NHK教育） - 生徒
- OSAKA漫才ヴィンテージ （2009年、毎日放送） - 笑いの天使
- BSマンガ夜話（2009年、NHK-BS2）
- 熱血!平成教育学院 （2010年 - 、フジテレビ）
- 小中学校教科書クイズ（2010年、日本テレビ）
- 和風総本家（2010年 - 、テレビ大阪）
- 熱中スタジアム（2010年、NHK-BS2）
- チャレンジ!ホビー「あなたもこれから山ガール」（2011年8月1日 - 9月26日、NHK Eテレ） - 生徒
- 超タイムショック（2011年 - 、テレビ朝日）
- くりぃむクイズ ミラクル9（2013年1月16日、テレビ朝日） - ゲストチームキャプテン、高橋英樹ナインのチーム解答者としてゲスト出演
- ナカイの窓（2013年9月4日、日本テレビ - 「鉄道」にハマりすぎてる芸能人として出演）
- ちちんぷいぷい（2012年 - 2013年、毎日放送） - 水曜レギュラー
- キャスト（2015年 - 2019年、ABCテレビ） - 月曜日コメンテーター（松尾依里佳と隔週交代出演）
- ダイナミックな地球('16)（2016年、放送大学） - ききて
- おとな旅あるき旅（2019年4月20日 - 、テレビ大阪）
- ローカル線よくばり絶景旅 村井美樹が行く! (BSテレ東/BSテレ東4K)
  - 2022年5月10日 - 大井川鉄道 新名所＆超穴場 徹底満喫スペシャル [19]（市川紗椰、勝村政信と）
  - 2022年11月22日 - 秋の野岩鉄道&会津鉄道（西野未姫と）
  - 2023年5月30日 - わたらせ渓谷鉄道（林家三平と）
  - 2023年7月24日 - 九州、佐世保から長崎の旅（徳永ゆうきと）
  - 2024年6月25日 - 北陸・金沢〜敦賀 初夏を満喫スペシャル!!（川村エミコと）
- 村井美樹と楽しむ! 8K鉄路紀行（2022年10月15日、NHK BS4K/2022年10月20日、NHK BS8K）[20]

### ドキュメンタリー・紀行番組
- 世界ウルルン滞在記（2004年1月25日、毎日放送・TBS）
- 夢の扉 〜NEXT DOOR〜 （2004年、TBS） - リポーター
- 水の三都物語 第2部（2006年、NHK-BShi） - リポーター
- 仕事ハッケン伝（2011年7月、NHK総合）
- いい旅・夢気分（2012年、テレビ東京）
- 土曜スペシャル『にっぽん名山紀行』（2012年5月16日、テレビ東京）伊豆ヶ岳・三ッ峠山・塔ノ岳・由布岳・西穂高岳
  - 『新名山紀行 高尾山〜御岳山 縦走ふれあい旅』（2013年5月25日、テレビ東京）高尾山・陣馬山・生藤山・三国山・御岳山
  - 『新名山紀行 軽井沢〜赤城山 縦走ふれあい旅』（2013年11月2日、テレビ東京）浅間隠山・榛名山・氷室山(栃木県) ・天目山・赤城山・黒檜山
- にっぽん百名山 『秋プレミアムスペシャル　南北感動山旅バトル!究極の絶景を求めて』[21]（2013年11月2日、NHK BSプレミアム）
- 覇王伝説~最強の幕末志士は誰だ？（2013年10月15日、NHK）[22]
- 西日本8局特番「鉄道に恋して〜地域のシンボルであるために〜」（2014年5月6日、毎日放送ほか） - ナビゲーター
- 地球イチバン（2014年11月27日、地球で最も標高が低い場所、ヨルダンの死海、NHK総合） - ナビゲーター
- 明治日本の産業革命 世界遺産へ〜奇跡の近代化 受け継がれる志〜（2015年6月13日、TVQ九州放送制作、テレビ東京系列） - 旅人
- さよなら!北の寝台列車～「カシオペア」「はまなす」思い出の旅路～ (2016年4月21日、NHK BSプレミアム)[23] - 旅人
- ザ・プレミアム 驚き!ニッポンの底力「鉄道王国物語3」（2017年2月4日、NHK BSプレミアム）
- バイタルTV 駅弁!食べつぶし鉄道旅 会津鉄道編（2017年7月4日、BS-TBS）
- ローカル路線バス乗り継ぎの旅Z（2017年12月16日、テレビ東京） - マドンナ
- 沁みる夜汽車 スペシャル（2021年4月25日、NHK BS1）[24]
- にっぽん百低山 「岩櫃山・群馬」（2022年10月26日、NHK総合） - ゲスト

### テレビアニメ
- 鉄子の旅 第12旅（2007年、ファミリー劇場） - のぞみ 役

### 映画
- 母の居る場所 〜台風一過〜（2004年、監督：秋原正俊） - 美咲 役
- おまえが嫌いだ（2005年、監督：加納周典）
- 天使が降りた日 第3話（2005年、監督：杉浦正和）
- そうかもしれない（2005年、監督：保坂延彦）
- A DAY IN THE LIFE（2006年、監督：浅野晋康） - ヒロイン・田島沙織 役
- 間宮兄弟（2006年、監督：森田芳光） - エイコ 役
- サウスバウンド（2007年、監督：森田芳光） - 南先生 役
- 子猫の涙（2008年、監督：森岡利行） - 征子 役
- SHORT HOPE〜ささやかな願い〜（2010年、監督：郡司掛雅之） - ふみか 役
- つるしびな（2010年、監督：大和優雅） - 及川志津 役
- おかえり、はやぶさ（2012年、監督：本木克英） - 吾妻由香 役
- SHINE 辻岡正人の青春暴走活劇（2012年、監督：片山享〈辻岡正人〉） - ヒロイン・湯浅真希 役
- ハダカの美奈子（2013年、監督：森岡利行） - 花子（運転手の娘） 役
- かぞくいろ RAILWAYS わたしたちの出発（2018年、監督： 吉田康弘）[25]
- 電車を止めるな!（2020年、監督：赤井宏次） - 村井美樹（鉄旅タレント） 役

### オリジナルビデオ
- 死刑確定II・III（2005年） - ヒロイン・美登里 役

### 演劇
- POTALIVE 駒場編Vol.2（2007年8月[どこ?]）
- 路地裏の優しい猫（2008年2月1日 - 11日、於：赤坂RED/THEATER） - ヒロコ 役
- ソロ・プロデュース公演 村井美樹のmono*mono語り（2009年[どこ?]）
- 演劇ユニットてがみ座・第2回公演「光る河」（2010年[どこ?]） - 美春 役
- STRAYDOG Produce公演「女の子ものがたり」（2012年、於：紀伊国屋ホール）

### CM
- ダイハツ・ミラ（2004年） - ペ・ヨンジュンと共演
- NTTドコモ「アテンダント編」（2005年） - 60秒バージョン
- 佐藤製薬「ストナ」（2005年）
- 三菱UFJ証券（web）（2007年）
- ドクターシーラボ アクアインダーム ディーエヌエッセンス「赤から導入」編（2008年）
- 救心製薬 救心カプセル「新パッケージ導入」編（2008年）、「血の巡り」編（2010年）、「企業 創業100周年」篇（2013年）、救心カプセルF「リニューアル編 」（2017年 - ）
- 花王「ワイドハイターEXパワー」（2011年）
- 日本生命保険「ピンクリボン編」（2011年）

### キャンペーンガール
- 鉄道カレンダー「日めくりで駅めぐり」（2005年、アムス） - これが縁で漫画『鉄子の旅』の40旅・46旅に登場。
- TCネットワーク イメージガール（2006年）

### 漫画出演
- 鉄子の旅（菊池直恵、月刊IKKI） - 第40旅、第46旅ゲスト
- 新・鉄子の旅（ほあしかのこ、2009年7月号 - 2013年3月号、月刊IKKI） - レギュラーメンバー

### PV
- スキマスイッチ「スカーレット」（2013年）

## 作品

### 写真集
- 凛（2012年1月27日、ワニブックス、撮影：西田幸樹）ISBN 978-4847044205

### DVD
- おかえり（2012年2月25日、ワニブックス）

### ディスコグラフィー
- Melting Pot（2004年12月）
- ノスタルジア（2006年2月）

## 著書

### 書籍
- 極めよ、ソフテツ道!―素顔になれる鉄道旅 (IKKI BOOKS) （2012年7月、小学館、ISBN 978-4093592086）

### 連載
- 鉄学しましょ（東京新聞）